# Dráhová rezonance

Měsíce Jupitera vykazují dráhovou (Laplaceovu) rezonanci

Dráhová rezonance, orbitální rezonance, Laplaceova rezonance nebo též komensurabilita je vlastnost pohybu dvou těles ve sluneční soustavě, při které jsou jejich doby oběhu v poměru malých celých čísel. V takovém případě nastává mezi tělesy gravitační vazba (rezonance), která ovlivňuje stabilitu tohoto uspořádání. Oběžné dráhy, po kterých se tato tělesa pohybují, nazýváme komensurabilní.
Typickým případem je komensurabilita oběžných drah planet Jupitera a Saturnu, jejichž oběžné doby (11,86 roku, resp. 29,46 roku) jsou v poměru 2:5. Jiným příkladem mohou být trojáni, planetky, obíhající po stejné dráze jako Jupiter a tedy pohybující se v komensurabilitě 1:1, nebo plutina, transneptunická tělesa, pohybující se po komensurabilních drahách s Neptunem v poměru 3:2.
Komensurabilita se velice často vyskytuje i v soustavách měsíců planet a hraje významnou roli v jemné struktuře prstenců planet. Komensurabilita s Jupiterem má velký význam i při vytváření Kirkwoodových mezer v hlavním pásu planetek.